# Etheostoma percnurum
Etheostoma percnurum è un piccolo pesce d'acqua dolce appartenente alla famiglia Percidae.

## Distribuzione e habitat
Questa specie è diffusa in America del Nord, in Kentucky, Tennessee e Virginia, nei fiumi Cumberland e Tennessee.

## Pericolo di estinzione
Questi pesci sono minacciati dal prelievo di acqua per irrigazione, dall'aumento del limo, dall'estrazione del carbone, dagli scarichi industriali.